# Macau Grand Prix 2012 (Formel 3)
Der Macau Grand Prix 2012 war der 59. Macau Grand Prix und zum 30. Mal mit einer Formel-3-Veranstaltung. Er fand am 18. November 2012 auf dem Guia Circuit in Macau statt.

## Meldeliste
Alle Fahrer nutzten Dallara F312 Chassis.
| Team                   | Auto # | Fahrer               | Motor      | reguläre Meisterschaft            |
| ---------------------- | ------ | -------------------- | ---------- | --------------------------------- |
| Prema Powerteam        | 01     | Daniel Juncadella    | Mercedes   | Formel-3-Euroserie                |
| Prema Powerteam        | 02     | Raffaele Marciello   | Mercedes   | Formel-3-Euroserie                |
| Prema Powerteam        | 03     | Sven Müller          | Mercedes   | Formel-3-Euroserie                |
| Prema Powerteam        | 04     | Hannes van Asseldonk | Mercedes   | Britische Formel-3-Meisterschaft  |
| Carlin                 | 05     | Felipe Nasr          | Volkswagen | Formel-3-Euroserie                |
| Carlin                 | 06     | Daniel Abt           | Volkswagen | Deutscher Formel-3-Cup            |
| Carlin                 | 07     | António da Costa     | Volkswagen | MotorSport Vision Formel-3-Cup    |
| Carlin                 | 08     | Carlos Sainz jr.     | Volkswagen | Formel-3-Euroserie                |
| Carlin                 | 09     | William Buller       | Volkswagen | Formel-3-Euroserie                |
| Carlin                 | 10     | Jack Harvey          | Volkswagen | Britische Formel-3-Meisterschaft  |
| KCMG by RSS            | 11     | Ryo Hirakawa         | Toyota     | Japanische Formel-3-Meisterschaft |
| Fortec Motorsport      | 12     | Felix Serralles      | Mercedes   | Britische Formel-3-Meisterschaft  |
| Fortec Motorsport      | 14     | Alex Lynn            | Mercedes   | Britische Formel-3-Meisterschaft  |
| Fortec Motorsport      | 15     | Harry Tincknell      | Mercedes   | Britische Formel-3-Meisterschaft  |
| Fortec Motorsport      | 16     | Pipo Derani          | Mercedes   | Britische Formel-3-Meisterschaft  |
| TOM’S                  | 17     | Jazeman Jaafar       | Toyota     | Britische Formel-3-Meisterschaft  |
| TOM’S                  | 18     | Yuichi Nakayama      | Toyota     | Japanische Formel-3-Meisterschaft |
| Galaxy Double R Racing | 19     | Kevin Korjus         | Mercedes   | MotorSport Vision Formel-3-Cup    |
| Galaxy Double R Racing | 20     | Jimmy Eriksson       | Mercedes   | Deutscher Formel-3-Cup            |
| B-Max Engineering      | 21     | Hideki Yamauchi      | Toyota     | Japanische Formel-3-Meisterschaft |
| Mücke Motorsport       | 22     | Felix Rosenqvist     | Mercedes   | Formel-3-Euroserie                |
| Mücke Motorsport       | 23     | Pascal Wehrlein      | Mercedes   | Formel-3-Euroserie                |
| Mücke Motorsport       | 24     | Mitchell Gilbert     | Mercedes   | Deutscher Formel-3-Cup            |
| Jo Zeller Racing       | 25     | Andrea Roda          | Mercedes   | Formel-3-Euroserie                |
| Angola Racing Team     | 27     | Luís Sá Silva        | Mercedes   | Formel-3-Euroserie                |
| ThreeBond with T-Sport | 28     | Alexander Sims       | Nissan     | Formel-3-Euroserie                |
| Van Amersfoort Racing  | 29     | Lucas Auer           | Volkswagen | Deutscher Formel-3-Cup            |
| Van Amersfoort Racing  | 30     | Dennis van de Laar   | Volkswagen | Deutscher Formel-3-Cup            |
| EuroInternational      | 31     | Tom Blomqvist        | Volkswagen | Formel-3-Euroserie                |
| URD Rennsport          | 32     | Lucas Wolf           | Mercedes   | Formel-3-Euroserie                |
| Quelle:                |        |                      |            |                                   |